# بورتسموث
بورتسموث أو بومبي كما يلقبها أهلها مدينة بريطانية تقع في جنوب شرق إنجلترا، ويقطنها حوالي 195 ألف نسمة. عرفت تاريخيًا بأنها قاعدة بحرية عسكرية للقوات البريطانية وذلك لموقعها الاستراتيجي القريب من فرنسا، وشهدت بورتسموث كذلك الحربين العالميتين، وقدمت الكثير من سكانها والذين كانوا معظمهم يعملون في البحرية. أما الآن فهي منطقة سكنية ودراسية هادئة إذ يوجد فيها جامعة بورتسموث وعدة كليات.

## المناخ
يظهر الجدول التالي التغييرات المناخية على مدار السنة لبورتسموث:
| البيانات المناخية لـبورتسموث      | البيانات المناخية لـبورتسموث | البيانات المناخية لـبورتسموث | البيانات المناخية لـبورتسموث | البيانات المناخية لـبورتسموث | البيانات المناخية لـبورتسموث | البيانات المناخية لـبورتسموث | البيانات المناخية لـبورتسموث | البيانات المناخية لـبورتسموث | البيانات المناخية لـبورتسموث | البيانات المناخية لـبورتسموث | البيانات المناخية لـبورتسموث | البيانات المناخية لـبورتسموث | البيانات المناخية لـبورتسموث |
| الشهر                             | يناير                        | فبراير                       | مارس                         | أبريل                        | مايو                         | يونيو                        | يوليو                        | أغسطس                        | سبتمبر                       | أكتوبر                       | نوفمبر                       | ديسمبر                       | المعدل السنوي                |
| --------------------------------- | ---------------------------- | ---------------------------- | ---------------------------- | ---------------------------- | ---------------------------- | ---------------------------- | ---------------------------- | ---------------------------- | ---------------------------- | ---------------------------- | ---------------------------- | ---------------------------- | ---------------------------- |
| متوسط درجة الحرارة الكبرى °م (°ف) | 8.2 (46.8)                   | 8.2 (46.8)                   | 10.5 (50.9)                  | 13.2 (55.8)                  | 16.7 (62.1)                  | 19.2 (66.6)                  | 21.4 (70.5)                  | 21.4 (70.5)                  | 19.0 (66.2)                  | 15.5 (59.9)                  | 11.5 (52.7)                  | 8.7 (47.7)                   | 14.5 (58.1)                  |
| متوسط درجة الحرارة الصغرى °م (°ف) | 3.4 (38.1)                   | 2.8 (37.0)                   | 4.5 (40.1)                   | 6.1 (43.0)                   | 9.2 (48.6)                   | 12.1 (53.8)                  | 14.2 (57.6)                  | 14.3 (57.7)                  | 12.2 (54.0)                  | 9.6 (49.3)                   | 6.2 (43.2)                   | 3.8 (38.8)                   | 8.2 (46.8)                   |
| الهطول مم (إنش)                   | 68.8 (2.71)                  | 49.3 (1.94)                  | 51.6 (2.03)                  | 42.4 (1.67)                  | 43.4 (1.71)                  | 42.0 (1.65)                  | 44.5 (1.75)                  | 50.0 (1.97)                  | 53.7 (2.11)                  | 86.2 (3.39)                  | 83.2 (3.28)                  | 83.9 (3.30)                  | 699.1 (27.52)                |
| متوسط أيام هطول الأمطار           | 11.6                         | 9.6                          | 8.3                          | 8.3                          | 7.1                          | 6.9                          | 7.0                          | 7.3                          | 8.7                          | 10.5                         | 11.2                         | 12.2                         | 108.6                        |
| المصدر: Met Office                |                              |                              |                              |                              |                              |                              |                              |                              |                              |                              |                              |                              |                              |

## توأمة
لبورتسموث اتفاقيات توأمة مع كل من:
- دويسبورغ (1950 - )
- بورتسموث
- ريدجو كالابريا
- كاين
- حيفا
- مايزورو
- مسقط
- سيدني

## أعلام
- جاك هوبز
- جورج ميريديث
- باسيل هول تشامبرلين
- إسامبارد كينجدم برونيل
- هيوستن ستيوارت تشامبرلين
- أليكس أوكسليد-تشامبرلين
- كلارنس كينجسبري
- إدوين أليوت فيردون رو
- وليام هارفيل
- جورج فيليرز، دوق بكنغهام الأول